# Markus Inderst
Markus Inderst (* 1974 in Ehenbichl) ist ein österreichischer Journalist, Buchautor und Fotograf mit Schwerpunkt Eisenbahnen.

## Leben
Inderst studierte Volkswirtschaftslehre an der Leopold-Franzens-Universität Innsbruck mit Themen der europäischen Verkehrspolitik. Nach einer von 2004 bis 2008 dauernden Tätigkeit als Finanzverwalter in der Stadtgemeinde Reutte wechselte er anschließend für ein Jahr als Prüfer zum Österreichischen Rechnungshof nach Wien und 2010 für einige Monate zur Innenrevision der Raiffeisenbank Oberland West. Seitdem ist er als freier Journalist tätig.
Indersts Beiträge zum Thema Eisenbahn wurden in österreichischen wie deutschen Eisenbahnfachzeitschriften abgedruckt, darunter Eisenbahn Journal, Eisenbahn-Kurier, Eisenbahn Magazin, Lok Magazin, Modellbahn-Illustrierte, TT Total, N Time, Der Modelleisenbahner, Schienenverkehr aktuell, Eisenbahn Österreich, Eisenbahn-Geschichte oder der Schweizer Eisenbahn-Revue. Seine Beiträge im Bahn Manager decken einen Teilbereich des Wirtschaftsjournalismus ab.
Inderst verfasste mehrere Eisenbahnbücher, die er überwiegend mit eigenen Fotos ausstattet.
Markus Inderst hat seinen Hauptwohnsitz in Biberwier.

## Werke (Auswahl)
- Die Alpen mit dem Zug entdecken. GeraMond Verlag, München, 2006, ISBN 3-7654-7187-9.
- ÖBB-Fahrzeuge. GeraMond Verlag, 2007, ISBN 978-3-7654-7080-6.
- mit Franz Gemeinböck: Die ÖBB-Reihe 4010 – TRANSALPIN II. Kiruba-Verlag, 2009, ISBN 978-3-9812977-0-6.
- Bildatlas der ÖBB-Lokomotiven. GeraMond Verlag, 2010, ISBN 978-3-7654-7084-4.
- Bildatlas der SBB-Lokomotiven. GeraMond Verlag, 2010, ISBN 978-3-86245-103-6.
- Bahn-Extra 1/2011 – Jahresrückblick 2010 für Österreich. GeraMond, 2010, ISBN 978-3-86245-174-6.
- mit Franz Gemeinböck: Die Mariazellerbahn. Kiruba-Verlag, 2011, ISBN 978-3-9812977-3-7.
- Typenatlas der ÖBB-Lokomotiven. GeraMond Verlag, 2011, ISBN 978-3-86245-132-6.
- Bahn-Extra 1/2012 – Jahresrückblick 2011 für Österreich. GeraMond, 2011, ISBN 978-3-86245-180-7.
- Österreich mit dem Zug erleben. GeraMond Verlag, 2012, ISBN 978-3-86245-147-0.
- mit Franz Gemeinböck: Die Reihe 1042, Grenzleistungslok der ÖBB. Kiruba-Verlag, 2012, ISBN 978-3-9812977-4-4.
- mit Franz Gemeinböck: Mittenwaldbahn. Kiruba-Verlag, 2012, ISBN 978-3-9812977-5-1.
- Die Altbau-Elloks der ÖBB. GeraMond-Verlag, 2012, ISBN 978-3-86245-155-5.
- mit Franz Gemeinböck: Die Reihe 1043. Kiruba-Verlag, 2013, ISBN 978-3-9812977-7-5.
- mit Franz Gemeinböck: Die Reihe 1044. Kiruba-Verlag, 2013, ISBN 978-3-9812977-8-2.
- mit Franz Gemeinböck: Die Reihe 1020. Kiruba-Verlag, 2014, ISBN 978-3-9812977-9-9.
- Typenatlas Österreichische Privatbahnen. GeraMond, 2015, ISBN 978-3-95613-021-2.
- Bahn-Extra 1/2016 – Jahresrückblick 2015 für Österreich. GeraMond, 2015, ISBN 978-3-86245-212-5.
- Tiroler Verkehrsschriften. Band 1: Verzeichnis der schmalspurigen Wagen der ÖBB 1953–1956. Verlag Railway-Media-Group, 2016, ISBN 978-3-902894-40-3.
- mit Christoph Riedel: Wo dampft es noch? GeraMond, 2016, ISBN 978-3-86245-748-9.
- Bahn-Extra 1/2017 – Jahresrückblick 2016 für Österreich. GeraMond, 2016, ISBN 978-3-86245-218-7.
- mit Franz Gemeinböck: Die Reihen 1089 und 1189. Kiruba-Verlag, 2017, ISBN 978-3-945631-03-4.
- mit Peter Redl: Eisenbahn von oben – in Österreich. GeraMond, 2017, ISBN 978-3-95613-035-9.
- Bahn-Extra 1/2018 – Jahresrückblick 2017 für Österreich. GeraMond, 2017, ISBN 978-3-95613-131-8.
- mit Franz Gemeinböck: Die Reihe 1018, Österreichs Schnellzuglokomotiven E 18.2 mit 1018.101 und 1118.01. Kiruba-Verlag, 2018, ISBN 978-3-945631-04-1.
- mit Heiko Focken (Hrsg.): Bahnhöfe von oben – Deutschland, Österreich und Schweiz. GeraMond, 2018, ISBN 978-3-95613-066-3.
- Bahn-Extra 1/2019 – Jahresrückblick 2018 für Österreich. GeraMond, 2018, ISBN 978-3-95613-137-0.
- Bahn-Extra 1/2020 – Jahresrückblick 2019 für Österreich. GeraMond, 2019, ISBN 978-3-95613-143-1.
- Brennerbahn: Rückblick, Einblick, Ausblick. Podszun, 2020, ISBN 978-3-86133-943-4.
- Tiroler Verkehrsschriften. Band 2: Verzeichnis der schmalspurigen Wagen der ÖBB 1956–1986. Verlag Railway-Media-Group, 2020, ISBN 978-3-902894-42-7.
- Tiroler Verkehrsschriften, Band 3: Verzeichnis der Triebfahrzeuge, Steuer- und Beiwagen der ÖBB (19. März 1953 bis 31.03.1985), Verlag Railway-Media-Group, 2019, ISBN 978-3-902894-43-4.
- Tiroler Verkehrsschriften, Band 4: Verzeichnis der Lokomotiven und Tender der ehemaligen K. k. Privatbahngesellschaften als Vorläufer zum KkStB-Schema I, 1882 bis 1885. Verlag Railway-Media-Group, 2021, ISBN 978-3-902894-45-8.
- Tiroler Verkehrsschriften, Band 5: Verzeichnis der Lokomotiven und Tender unter der K. k. General-Direction der Österreichischen Staatsbahnen vereinigten Linien von 1882 bis 1885 (KkStB-Schema I). Verlag Railway-Media-Group, 2021, ISBN 978-3-902894-44-1.
- Tiroler Verkehrsschriften, Band 6: Die Fahrbetriebsmittel der Österreichischen Bundesbahnen - 01.04.1985 bis Einführung der TSI-Nummer. Verlag Railway-Media-Group, 2021, ISBN 978-3-902894-46-5.
- Tauernbahn - Bedeutend für den Balkanverkehr. Podszun, 2022, ISBN 978-3-7516-1034-6.
- Typenatlas Österreichische Lokomotiven und Triebwagen. GeraMond, 2022, ISBN 978-3-96453-541-2.
- Tiroler Verkehrsschriften, Band 7: Verzeichnis der zwei- und mehrachsigen PERSONEN-, GEPÄCK- und DIENSTWAGEN der Österreichischen Bundesbahnen ca. 1949–1956 (Dreiklassenschema). Verlag Railway-Media-Group, 2023, ISBN 978-3-903411-03-6.
- Tiroler Verkehrsschriften, Band 8: Verzeichnis der zwei- und mehrachsigen PERSONEN-, GEPÄCK- und DIENST- und POSTWAGEN der Österreichischen Bundesbahnen 1956–1986 (Zweiklassenschema). Verlag Railway-Media-Group, 2024, ISBN 978-3-903411-05-0.
- mit Christoph Riedel: Dampflok Romantik GeraMond, 2025, ISBN 978-3-98702-150-3.

## Werke mit seinen Modellbahnlisten der Modellbahndatenbank (www.modellbahninfo.org)
- Otto Leiß, Werner Prokop: Die ÖBB-Reihe 4061 - 1046 - 1146. Verlag Railway-Media-Group, 2016, ISBN 978-3-902894-34-2.
- Nicholas Fürschuss, Werner Prokop: Blutorange im Ausgedinge: Die ÖBB-Reihen 1042 - 1142 - 1044 - 1144. Verlag Railway-Media-Group, 2017, ISBN 978-3-902894-36-6.
- Werner Prokop: 30 Jahre ÖBB-Reihe 5047 – "Retter der Nebenbahnen" – eine Triebwagenfamilie im Portrait. Verlag Railway-Media-Group, 2017, ISBN 978-3-902894-56-4.

## Monografien/Artikel (Auswahl)
- seit 2016 diverse Beiträge in Bahn Manager, Das Wirtschaftsmagazin für den Schienensektor. ISSN 2367-1998.
- seit 2017 diverse Beiträge in Modellbahnwelt. ISSN 1013-4409.
- Die ÖBB-Reihe 2095 in Jahrbuch Lokomotiven 2021, Podszun, 2021, ISBN 978-3-86133-973-1.
- SKGLB 22: Eine Heeresfeldlok kehrt zurück nach Österreich in Jahrbuch Lokomotiven 2022, Podszun, 2022, ISBN 978-3-7516-1022-3.
- Alstom iLint Wasserstoffzug: Testeinsatz bei der ÖBB in Jahrbuch Lokomotiven 2022, Podszun, 2022, ISBN 978-3-7516-1022-3.